# Теория Гласиер
Теория Гласиер — универсальная теория формирования организаций, вошедшая в научную литературу под названием места своего создания — компании «Glacier Metal», Великобритания.
На протяжении 17-ти лет (с 1948 по 1965 годы) в компании проводилось обширное исследование фактического поведения работников крупной промышленности. Исследования проводились группой специалистов Тавистокского института человеческих отношений (Tavistock Institute of Human Relations) совместно с руководством компании. Исследовательская программа, её принципиальные результаты и выводы отражены главным образом в работах психолога и психоаналитика Эллиотта Джекса (Elliott Jaques) и генерального директора «Glacier Metal Company» Уилфреда Брауна (Wilfred Brown).
Эллиотт Джекс (годы жизни: 1917—2003), родился в Канаде, окончил Университет Торонто, изучал медицину в Университете Джонса Хопкинса в Балтиморе. В Гарварде получил докторскую степень в области социальных отношений. Служил психиатром в канадской армии. Во время войны перебрался в Англию, где в 1946 стал одним из учредителей Института человеческих отношений. Является автором более 20-ти книг. Основные труды: «Изменение культуры завода» (1951), «Измерение ответственности» (1956), «Справедливая оплата» (1961), «Общая теория бюрократии» (1976) и другие. Ввёл такие понятия как «корпоративная культура», «кризис среднего возраста», «справедливая оплата труда», «время свободы действий» и другие.
Уилфред Браун (годы жизни: 1908—1985), был председателем и генеральным директором «Glacier Metal Company», министром торговли Соединённого Королевства. Кавалер Ордена Британской империи. Автор ряда книг и статей по менеджменту и трудовым вопросам. Наиболее известен совместной работой с Эллиоттом Джексом.
Согласно рекомендациям теоретиков Гласиер, каждой организации предписывается предусматривать в своей системе наличие как минимум 4-х подсистем: исполнительной, апелляционной, представительской и законодательной.
Исполнительная подсистема представляет собой систему функций исполнителей, которая образуется вследствие разделения труда, департаментализации и делегирования полномочий. При этом исполнительские функции для выполнения работы в организации должны взаимодействовать. Более того, функции образуют иерархию, или цепь команд, а оптимальное количество уровней определяется с помощью требуемой временно́й нагрузки для каждой функции. Концепция временной нагрузки является ключевой в теории Гласиер. Она определяет уровень нагрузки для выполнения работы. Характер работы меняется, если двигаться вверх по иерархии. Это различие состоит преимущественно в уровне абстракции, требуемой для выполнения поставленных задач перед данной функцией.
Работа в организации предъявляет совершенно разные требования к тем, кто занимается различными вертикальными функциями в иерархии. Работа в первом эшелоне обязательно выполняется на таком уровне абстракции, который вызывает необходимость отчёта за короткий период. Чем выше подниматься по иерархии функций, тем больший период времени требуется для очередного отчёта. Соответственно, по мере продвижения по иерархии функций, объект работы становится более отдалённым.
По мере того, как исполнитель осваивается на рабочем месте, он ощущает бо́льшую свободу в выполнении своих функций. Соответственно высвободившееся рабочее время может быть использовано в целях организации. Для этого необходимо продвигать работника по служебной лестнице, делегировать ему больше полномочий. Иными словами, чем бо́льшую часть времени сотрудник способен работать без контроля, то есть самостоятельно, тем абстрактнее его труд, и тем выше ступень в иерархии он может и должен занимать. В противовес увеличению доли свободы также должна увеличиваться и доля ответственности. По Джексу, способность действовать самостоятельно возрастает, по мере того как сотрудники лучше узнают свою работу, и если постепенно увеличивать долю их свободы и ответственности, то можно добиться повышения производительности труда. Для оптимизации исполнительной структуры, работа анализируется на каждом уровне для определения временной нагрузки. Джекс предлагает устанавливать различные отрезки времени отчётности для разных уровней управления. В частности для низовых звеньев он предлагает установить срок исполнения в 3 месяца. Далее, вверх по иерархии, задаются сроки в 1 год, 2 года, 5, 10, 20 лет. Для верхнего, стратегического уровня деятельности предлагается устанавливать период в 50 лет. Задача каждого уровня заключается в установлении подотчётности и распределении полномочий таким образом, чтобы менеджеры могли нести адекватную ответственность за достижение (или недостижение) целей организации. Смысл временно́го интервала состоит в том, что он определяет уровень деятельности и является важным элементом связи руководителя и его непосредственных подчинённых. Таким образом, иерархия исполнительной подсистемы должна показывать, что каждая пара «руководитель-подчинённый» — это отличительный признак именно одного уровня.
Апелляционная подсистема создаётся в организациях с целью предоставить каждому сотруднику право обжаловать решения руководителя любого уровня. В самом крайнем случае жалоба на главного управляющего может быть рассмотрена специальным апелляционным судом. Апелляционный суд создаётся из представителей рабочего совета, правления и председателя суда, приглашённого со стороны. Задача работника, рассматривающего жалобу, состоит в принятии решения исходя из политики организации, «установленного порядка» и прецедента. При этом обе конфликтующие стороны могут прибегнуть к помощи адвокатов. Реального различия между ролями руководителя в исполнительной и апелляционной подсистемах существовать не должно.
Если права апелляции не получают чёткого формального определения, то возникает высокая вероятность появления деструктивного беспокойства. Взаимоотношения между руководителем и непосредственными подчинёнными должны определяться очень чётко с целью создания наилучших условий для наблюдения и изучения, предоставляемых временем достижения, и для минимизации возможностей злоупотребления властью, отказа от ответственности или преследования. Апелляционная система призвана защищать работников в рамках трудового законодательства данной страны.
Представительская подсистема формируется путём избрания представителей, входящих в рабочий совет вместе с руководителями. Данный орган руководствуется принятыми в организации нормами и законами. Он предназначен для согласования спорных моментов и коллегиального урегулирования конфликтов. Представители доводят до сведения руководителей жалобы членов организации. Эти жалобы могут относиться к любому аспекту работы, управления или качественных и количественных аспектов. Представительская система действует в рамках исполнительной системы и связывает мнения и чувства рядовых членов организации. В «Гласиер» существует формальная представительская система, члены которой избираются.
Таким образом, представительская и исполнительная подсистемы сведены вместе с помощью рабочих советов, составленных из выборных представителей и управляющих. Рабочие советы выполняют только законодательные функции, определяют общие направления руководства и предназначаются, по-видимому, для учёта реакции акционеров, директоров и клиентов.
Функция законодательной подсистемы — это выработка политики организации с участием избранных представителей рабочего совета. Представители на встречах с руководителями вырабатывают «установленный порядок», который позволяет руководителям действовать в широких рамках. Законодательная подсистема принимает решения о найме, распределении работ во времени, правилах работы и так далее. Законодательная система составлена из представителей четырёх групп:
1. акционеры и директора;
2. клиенты;
3. представительская система;
4. исполнительная система.

Уилфред Браун осознаёт ограниченность формальных полномочий и поэтому использует законодательную систему, образованную из различных групп власти. С её помощью он добивается одобрения тех решений, которые лежат за пределами его полномочий. Цитата: «Когда главный исполнительный руководитель считает, что для проведения изменений недостаточно полномочий, которыми он уже облечён, он должен искать пути расширения этих полномочий. Для этого он прибегает к определённым социальным механизмам вроде заседаний советов директоров, собраний акционеров, проверки реакции клиентов с помощью службы сбыта, встреч с представителями служащих. Поступая таким образом, он отвергает взаимодействие исполнительной системы с этими группами власти и взаимодействие между группами власти, хотя такое взаимодействие законодательно по природе».
Теория Гласиер утверждает, что любой организации присущ универсальный принцип сосуществования двух систем — производственной и социальной. Теория вводит в структуру организации социальный фактор и предполагает учёт интересов, как производства, так и работников. Теоретики Гласиер полагали, что руководитель должен в равной мере обеспечивать функционирование как исполнительной, так и представительской подсистемы.
Несомненными плюсами применения теории Гласиер являются:
- повышение результативности за счёт внедрения принципов подотчётности (чёткого понимания каждым сотрудником своих целей, зон подотчётности, подчинения и полномочий), ускорение процесса принятия решений;
- повышение эффективности функционирования компании за счёт оптимизации организационной структуры и приведение в соответствие уровней способности сотрудников и решаемых ими задач;
- создание комфортной рабочей атмосферы — повышение уровня доверия между сотрудниками организации за счёт прояснения и согласования рабочих отношений и полномочий.

Теория Гласиер была взята «на вооружение» в Советском Союзе. В частности, идея представительской подсистемы была использована при организации профсоюзов.